# Salvelinus lepechini
Salvelinus lepechini es una especie de pez, de la familia Salmonidae en el orden de los Salmoniformes.

## Morfología
Son de gran tamaño, se ha descrito que los machos pueden llegar alcanzar los 75 cm de longitud total. Se diferencia de otras especies de su familia que habitan la misma área geográfica en que su maxilar alcanza claramente más allá del margen posterior del ojo en los adultos, además de otros caracteres como que longitud del maxilar aproximadamente 10% de su longitud total, longitud de mandíbula inferior sobre el 13 al 20% de su longitud, o que la coloración general durante la época de desove es oscura, verde-gris arriba y de color naranja brillante o amarillo en el vientre, con manchas de color naranja brillante, por lo general labios generalmente de color amarillo, naranja o rosa; las aletas pectorales, aletas pélvicas y anales de color rojo-gris o naranja, aleta caudal con el borde posterior de color rojo o naranja y el margen inferior es blanco o negro.

## Distribución y hábitat
Se distribuye por lagos de Noruega, Suecia, sur de Finlandia y norte de Rusia, incluyendo el lago Ladoga y lago Onega. Se le puede encontrar en la profundidad de los grandes lagos, muy raramente en ríos.
Se alimenta de peces, anfípodos, moluscos e insectos. El desove ocurre en la profundidad de los lagos, entre la arena y grava del fondo.